# Las memorias de un loco
Las memorias de un loco (en ruso: Записках сумасшедшего), también conocido como El diario de un loco, es un relato inconcluso del escritor ruso León Tolstói, publicado de manera póstuma en 1912 en el tercer tomo de las Obras literarias póstumas de L.N. Tolstói, editadas por Chertkov. Trabajó en el relato en los años 1884, 1887,1888, 1896 y 1903.
El título de la obra hace referencia al cuento Memorias de un loco de Gógol, aunque inicialmente llamó a su historia Las memorias de un no loco para distanciarse y afirmar la cordura real de su autodeclarado loco.La primera mención de la historia aparece el 30 de marzo de 1884 en su diario.
Según Lev Shestov, «Las memorias de un loco puede considerarse en cierto sentido como la obra más grande de Tolstói».Para Mirsky, es su relato «más genuinamente místico».La historia, de carácter autobiográfico y considerada como una prefiguración en primera persona de La muerte de Ivan Ilich,se basa en la crisis espiritual que vivió en Arzamas en 1869.Varios aspectos de esa crisis también son tratados en Anna Karenina, Confesión, Amo y criado y Sonata a Kreutzer.

## Cronología

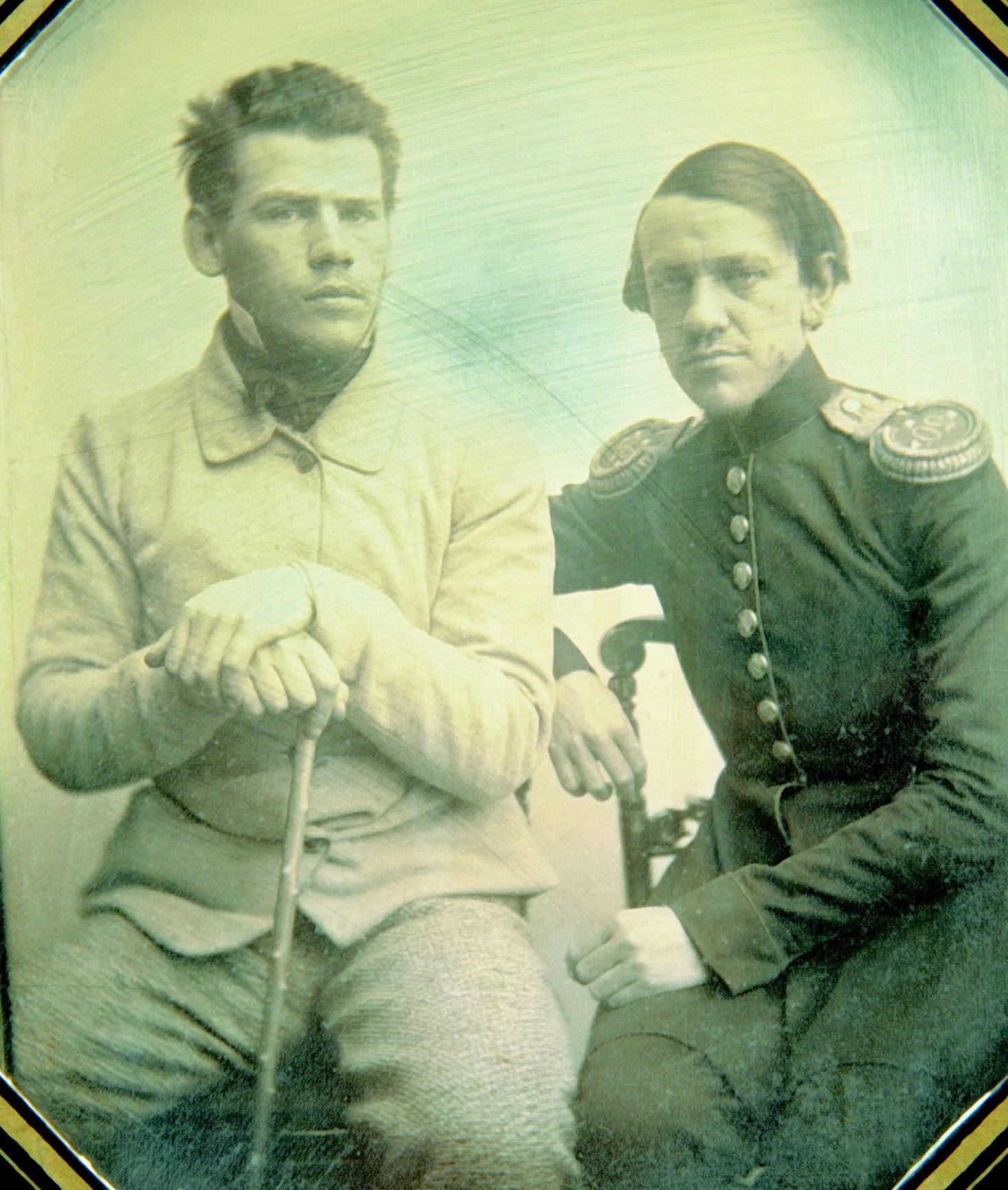
Tostói y su hermano Nikolai. 1851.

En 1860 se produce la muerte de su hermano Nikolai, hecho que marcaría el preludio de su crisis espiritual A partir de entonces, el enfrentamiento con el misterio de la muerte se convertirá en un tema central de su obra.En una carta a Fet escribe:

Él estaba en lo cierto cuando nos decía que nada hay peor que la muerte. Y cuando uno lo piensa bien y se da cuenta de que la muerte es, al fin y al cabo, el final de todo, entonces ve que nada hay peor que la vida. [...] Apenas unos minutos antes de morir se quedó dormido y de pronto se despertó y con terror susurró: «Pero, ¿qué es esto?». La había visto, estaba siendo engullido por la nada. Y si él no encontró nada a que asirse, ¿qué encontraré yo? Menos todavía.

Lev Tolstói, carta a Fet, 17 de octubre de 1860.

Ante la angustia existencial, trata de buscar una comunión espiritual con Fet  y su esposa Sofía, pero sin éxito.En una carta a Yuri Samarin (que finalmente no envía),se aprecia su soledad espiritual:

Yo también soy así. [...] Tengo mis pasiones, mis costumbres, mis vanidades, mis afectos, pero hasta ahora -pronto cumpliré cuarenta años- he amado la verdad sobre todas las cosas, no me he desesperado por no haberla encontrado aún y sigo buscándola. A veces, y nunca tanto como este año, he conseguido levantar una esquina de la cortina y ver lo que hay detrás pero, solo, me resulta difícil y aterrador, y además tengo la impresión de desviarme del camino. Y busco ayuda, y por alguna razón, sin que sepa por qué, siempre pienso en usted.

Lev Tolstói, carta a Samarin, 10 de enero de 1867.

### La noche de Arzamas
A finales de agosto de 1869, emprende un viaje a la Provincia de Penza para inspeccionar una finca que estaba considerando comprar.El 2 de septiembre de 1869, durante su estancia en la ciudad de Arzamas sucumbe a una crisis espiritual, posiblemente motivada por su lectura de Schopenhauer ese verano.En una carta a su esposa describe lo ocurrido:

Anteayer, pasé la noche en Arzamas y me ocurrió algo extraordinario. A las dos de la mañana, una extraña ansiedad, un miedo, un terror como nunca antes había experimentado, se apoderó de mí. Te contaré los detalles más tarde, pero nunca había sentido sensaciones tan dolorosas, y que Dios proteja a otros de ellas. Me levanté apresuradamente y ordené que prepararan los caballos. Mientras los ensillaban, me quedé dormido y luego desperté en un estado mental normal. Ayer, los sentimientos regresaron durante mi viaje, pero no fueron tan fuertes; estaba preparado y los resistí, más fácilmente porque eran más débiles que antes. Hoy me siento bien y tan feliz como es posible estando lejos de ti. Durante este viaje, he sentido por primera vez cuán queridos sois para mí, tú y los niños. Puedo estar solo cuando estoy constantemente ocupado, como en Moscú, pero en cuanto no tengo nada que hacer, siento que me es imposible estar solo.

Lev Tolstói, carta a Sofía.

## Sinopsis
Un hombre, interesado en ampliar su hacienda, se dirige a una propiedad que está a la venta en la provincia de Penza. Se siente muy contento; según sus cálculos, podrá adquirirla a un precio ridículo, casi regalado. Pero de repente, durante una noche que pasa en un hotel, es asaltado por un dolor angustioso e insoportable. Nada ha cambiado en su entorno, nada nuevo ha sucedido. Sin embargo, la ansiedad y la angustia se apoderan de él: «¿Por qué he venido a este lugar? ¿Adónde me dirijo? ¿De qué estoy huyendo y adónde?» Tras intentar eliminar esa angustia existencial de diversas maneras, empieza a temer que la vida carece de sentido y que el suicidio es la única respuesta razonable.

Traté de pensar en las cosas que más me importaban: en la compra de la hacienda, en mi mujer; pero nada de eso me alivió, pues se había convertido en polvo. Todo había desaparecido bajo la terrible sensación de que mi vida se encaminaba a su fin. Tenía que dormir. Decidí acostarme, pero, apenas había tenido tiempo de tumbarme, cuando me levanté de un salto, de nuevo aterrorizado. Me embargaba la angustia, esa angustia que se siente antes del vómito, pero en este caso no física, sino espiritual. Es horrible, espantoso. Te parece que la muerte es espantosa, pero entonces te acuerdas de la vida, piensas en ella, y entonces lo que te espanta es tu vida agonizante. De algún modo la muerte y la vida se estaban fundiendo en una sola cosa. Algo trataba de desgarrar mi alma, pero no lo conseguía.

Sin embargo, acaba por descubrir que rezar le ayuda, y empieza a adoptar las enseñanzas de los Evangelios. Esta conversión al amor universal y la piedad cristiana la define como «locura», porque así es como el resto del mundo tratarían su conversión.

## Análisis
Para Shestov, si Las memorias de un loco no hubieran sido escritos por el propio Tolstói, hubieran sido consideradas como una calumnia contra él ya que estamos acostumbrados a ver a los grandes hombres como la encarnación de todas las virtudes. Pero la peor calumnia no habría podido compararse con la verdad que el propio Tolstói nos reveló.La carta a su esposa y Las memorias de un loco coinciden hasta en los más pequeños detalles: la compra de una propiedad, el viaje, la Provincia de Penza, la ciudad de Arzamas, el recuerdo de su esposa y el terror salvaje e irracional.
Quería comprar una propiedad, pero no deseaba pagar el precio justo por ella. Buscaba a un «tonto» que le diera su propiedad prácticamente gratis. Esperó pacientemente hasta encontrarlo.Fracasada la primera compra, encuentra otra donde los campesinos se verían obligados a tener que trabajar gratis.
Tolstói nos había enseñado a mostrar el lado hermoso de la vida y a ocultar la verdad. Escribió Guerra y Paz y Ana Karenina, donde pintó la vida con los colores más brillantes, ayudando a mantener el statu quo del momento.Pero cuando no pudo seguir soportando «el modo de vida cruel, salvaje, no fraternal que justifican los hombres»,tuvo que elegir. O su esposa y sus parientes tenían razón al atacar sus nuevas ideas, y realmente estaba enfermo y necesitaba tratamiento, o bien toda la humanidad estaba enferma y contaminada de locura.

### Citas
1. ↑  «В.Я. Линков. Комментарии. Л.Н. Толстой. Записки сумасшедшего». rvb.ru. Consultado el 28 de julio de 2023.
2. ↑  «1869 / Лев Толстой». tolstoy.ru. Consultado el 28 de julio de 2023.
3. 1 2  Pevear, 2009, p. 13.
4. ↑  Christian, 2015, p. 396.
5. 1 2  Shestov, 1929, p. 468.
6. ↑  The Berkeley Undergraduate Journal (en inglés). University of California, Berkeley. 1990. Consultado el 28 de julio de 2023.
7. ↑  Kathleen, 1985, p. 84.
8. 1 2 3  Shestov, 1929, p. 469.
9. ↑  
Kathleen, 1985, p. 81; Pickford, 2016, p. 180.
10. ↑  Lavrin, Janko (4 de septiembre de 2014). Tolstoy: An Approach bound with Dostoevsky: A Study (en inglés). Routledge. ISBN 978-1-317-67205-0. Consultado el 30 de julio de 2023.
11. ↑  Pevear, 2009, p. 14.
12. ↑  Tolstói, Correspondencia, p. 212.
13. ↑  Simmons, 1949, p. 319.
14. 1 2  Tolstói, Correspondencia, p. 288.
15. ↑  Simmons, 1949, p. 319-320.
16. ↑  Simmons, 1949, p. 320.
17. 1 2  Pickford, 2016, p. 30.
18. ↑  Tolstói, 30 de agosto de 1869, Correspondencia, p. 298.
19. ↑  Tolstói, 1912, «Las memorias de un loco» (Relatos), p. 217.
20. ↑  Tolstói, Las memorias de un loco, p. 214.
21. ↑  Tolstói, Las memorias de un loco, p. 223.
22. 1 2  Shestov, 1929, p. 471.
23. 1 2  Tolstói, 5 de enero de 1897, Correspondencia, p. 82.

#### Libros
- Simmons, Ernest J. (1949). Leo Tolstoy (en inglés) (1.ª edición). London, Great Britain: John Lehmann.
- Troyat, Henri (1984) [1965]. Tolstoi (Marty Abouf, trad.) I (1.ª edición). Barcelona, España: Bruguera. ISBN 8402099823.
- Troyat, Henri (1984) [1965]. Tolstoi (Marty Abouf, trad.) II (1.ª edición). Barcelona, España: Bruguera. ISBN 8402100228.
- Troyat, Henri (1984) [1965]. Tolstoi (Marty Abouf, trad.) III (1.ª edición). Barcelona, España: Bruguera. ISBN 8402075177.
- Tolstói, Lev (2002) [1847-1894]. Diarios (1847-1894) (Selma Ancira, trad.) (1.ª edición). Barcelona, España: Acantilado. ISBN 9788495359919.
- Tolstói, Lev (2003) [1895-1910]. Diarios (1895-1910) (Selma Ancira, trad.) (1.ª edición). Barcelona, España: Acantilado. ISBN 9788496136403.
- Tolstói, Lev (2003) [1889]. Sonata a Kreutzer (Ricardo San Vicente, trad.) (1.ª edición). Barcelona, España: Acantilado. ISBN 9788496136281.
- Tolstói, Lev (2008) [1828-1910]. Correspondencia (Selma Ancira, trad.) (1.ª edición). Barcelona, España: Acantilado. ISBN 9788496834682.
- Pevear, Richard (2009). The Death of Ivan Ilyich and Other Stories (en inglés). Estados Unidos: Alfred A. Knopf. ISBN 9780307273321.
- Christian, R. F. (2015). Tolstoy’s Diaries. Volume I: 1847–1894 (en inglés). Londres: Faber and Faber. ISBN 9780571324040.
- Pickford, Henry W. (2016). Thinking with Tolstoy and Wittgenstein. Expression, Emotion, and Art (en inglés). Evanston, Illinois: Northwestern University Press. ISBN 9780810131712.
- Tolstói, Lev N. (2020) [1912]. «Las memorias de un loco». Relatos (Víctor Gallego Ballestero, trad.) (1.ª edición). Barcelona, España: Alba. pp. 211-224. ISBN 9788490656570.

#### Artículos
- Shestov, Leo; Coventry, Camilla (1929). «Tolstoy's Memoirs of a Madman». The Slavonic and East European Review (Estados Unidos) 7 (20): 465-472. ISSN 0037-6795.
- Parthé, Kathleen (1985). «Tolstoy and the Geometry of Fear». Fifteenth Anniversary Issue 15 (4): 80-94. ISSN 0047-7729. doi:10.2307/3194651.

- Datos: Q16571541